# DJ Pone réveille le Svink !
Albums de Svinkels
Bons pour l'asile Dirty Centre
DJ Pone réveille le Svink ! est une compilation des Svinkels composée de 22 titres et sortie en 2005.

## Liste des chansons
1. Intro
2. L'odeur
3. Juste fais la
4. Le twist
5. Svinkels
6. Microphage
7. Cereal killer
8. Krevard
9. Alka Seltzer
10. Alcotest
11. Comment ça ? (feat. Triptik)
12. Front contre front
13. H
14. Skunk funk
15. Association de gens normals (feat.  TTC)
16. Bois mes paroles (Keken remix)
17. Le Svink' c'est chic
18. Hard amat'
19. Dizy (qu'il est fini)
20. Réveille le punk (full métal mix)
21. Anarchie en Chiraquie
22. Ca n'sert à rien